# Saint-Marcel-Paulel
 Saint-Marcel-Paulel  es una población y comuna francesa, en la región de Mediodía-Pirineos, departamento de Alto Garona, en el distrito de Toulouse y cantón de Verfeil.

## Demografía
| 215 | 213 | 215 | 277 | 345 | 401 | 446 | 388 | 481 |
| Para los censos de 1962 a 1999 la población legal corresponde a la población sin duplicidades (Fuente: INSEE [Consultar]) |     |     |     |     |     |     |     |     |

## Monumentos

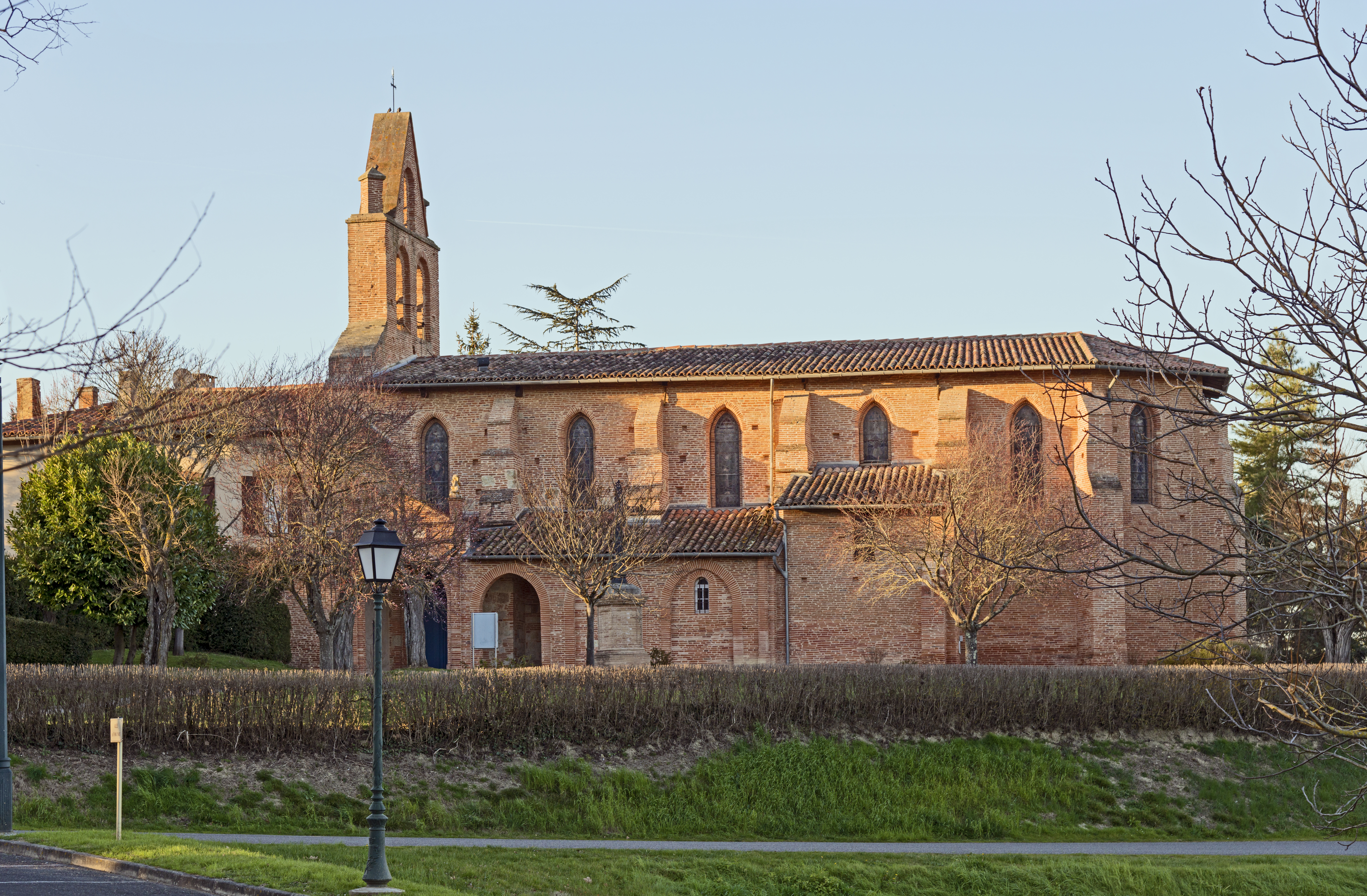
Iglesia Saint-Pierre
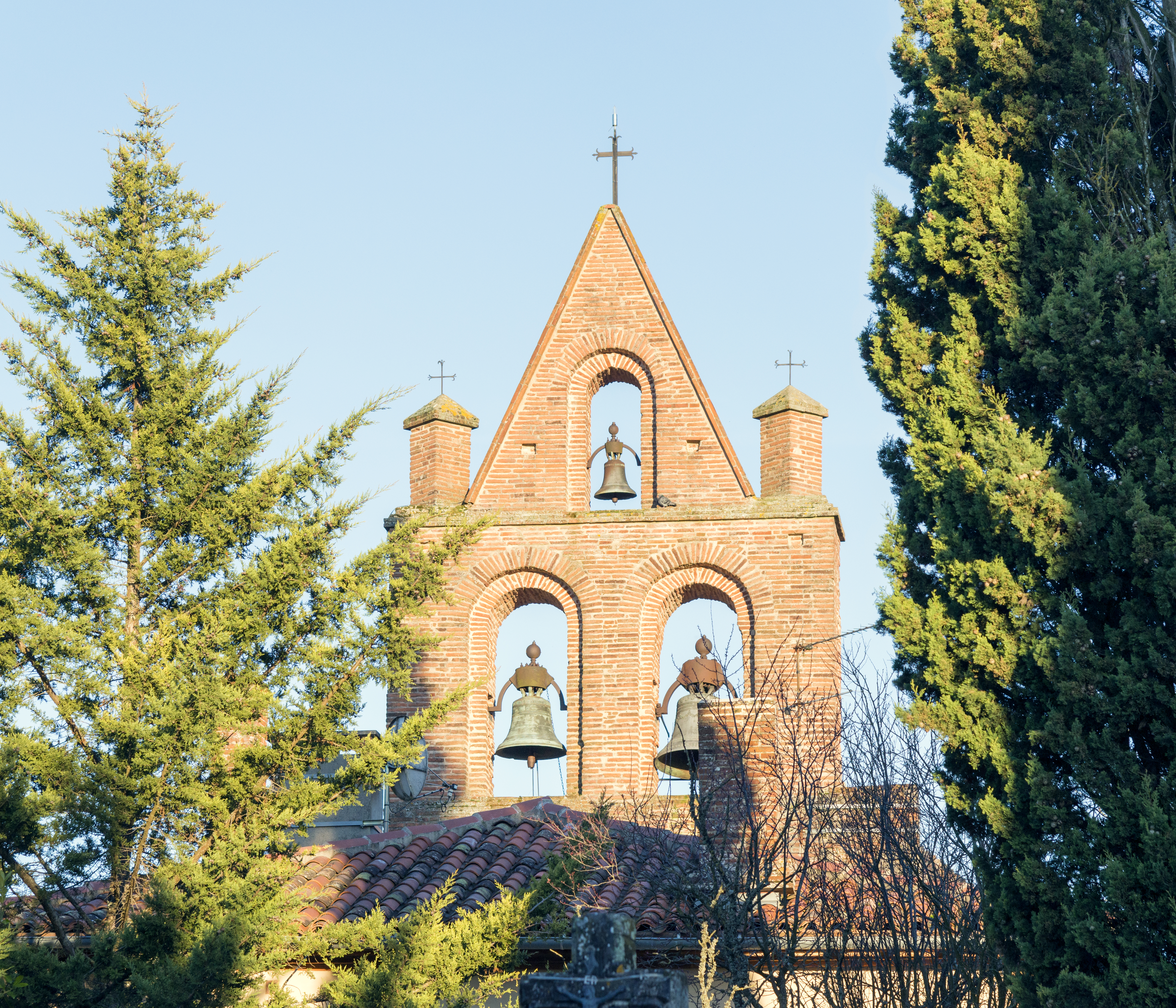
Iglesia Saint-Pierre
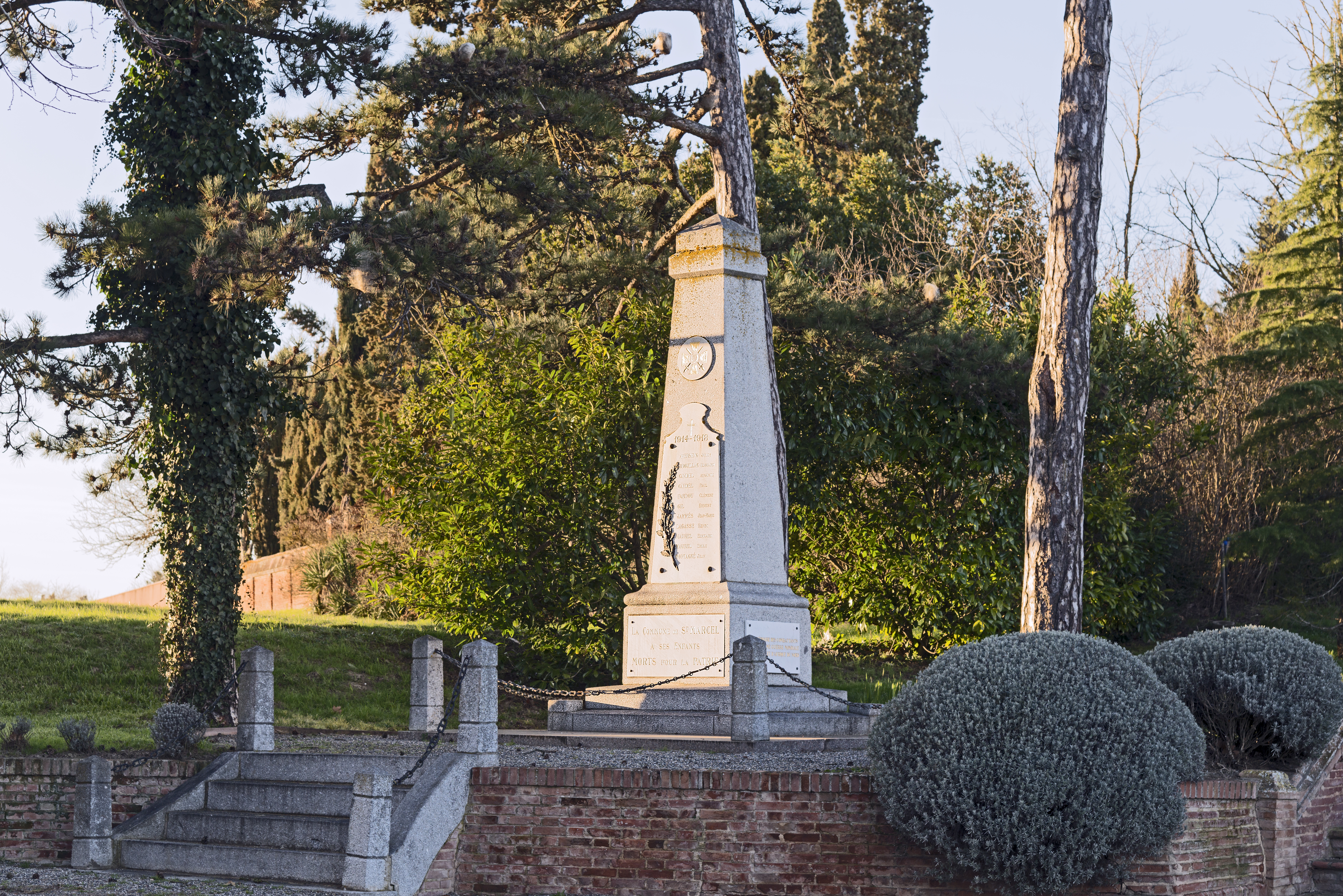
"Monumento a los caídos".